# Gurinji
Gurinji är ett australiskt språk som talades av 540 personer år 1996. Gurinji talas i Nordterritoriet. Gurinji tillhör de pama-nyunganska språken.